# His Mother's Boy
His Mother's Boy is een Amerikaanse dramafilm uit 1917 onder regie van Victor Schertzinger.

## Verhaal
De vader van Matthew Denton was een oliemagnaat uit New England. Na diens dood wordt Matthew opgevoed door zijn moeder. Ze verwent hem en verbiedt hem om rond te hangen met de andere jongens uit het dorp. Als de aandeelhouders van het bedrijf bericht krijgen dat er geen dividend wordt uitgekeerd, richten ze hun woede op de moeder van Matthew. Hij komt haar te hulp en verklaart dat hij in Texas in de olie-industrie zal gaan werken. 

## Rolverdeling
| Acteur          | Personage      |
| --------------- | -------------- |
| Charles Ray     | Matthew Denton |
| Doris May       | Mabel Glenny   |
| William Elmer   | Banty Jones    |
| Josef Swickard  | Tommy Glenny   |
| Jerome Storm    | Jimmie Noonan  |
| Gertrude Claire | Mevrouw Denton |
| Lydia Knott     | Mevrouw Glenny |